# Sam Peckinpah
David Samuel Peckinpah (Fresno, California; 21 de febrero de 1925-Inglewood, California; 28 de diciembre de 1984) fue un director y guionista de cine, televisión y teatro estadounidense.
Es conocido especialmente por la controversia que se generó a raíz de la violencia en sus películas. Algunos grupos de opinión las criticaban porque entendían que Peckinpah hacía una apología de la violencia y la banalizaba. Otra parte del público las alababa, porque entendía que el realizador usaba la violencia como una renovación del canon narrativo más clásico. Forma parte del grupo de directores que hicieron remontar la industria hollywoodense durante las décadas de 1960 y 1970.
Su estilo tuvo la influencia de La caza (1966), de Carlos Saura. Entre sus importantes aportaciones al cine figura la reformulación del wéstern clásico, llevándolo a terrenos más crepusculares y violentos. La crítica ha destacado el lirismo de su cine, así como la profundidad psicológica de la que dotó a sus personajes.

## Biografía

### Sus inicios
Nació el 21 de febrero de 1925, en el seno de una familia acomodada. Su bisabuelo Rice Peckinpaugh, fue un comerciante y granjero proveniente de Indiana, se había mudado al condado de Humboldt (California), en la década de 1850, donde trabajó en el negocio maderero y cambió la ortografía del apellido familiar a "Peckinpah". Su abuelo materno fue abogado, juez y político (miembro de la Cámara de Representantes de los Estados Unidos).
Junto a su hermano, solían faltar a clases para ejercer de vaquero en el rancho de su abuelo Denver S. Church. Realizó sus estudios básicos en Fresno, y los secundarios en la Fresno High School, pero sus frecuentes peleas y problemas disciplinarios llevaron a sus padres a matricularlo en la Academia Militar de San Rafael para cursar su último año. En 1943 se alistó en el Cuerpo de Marines de los Estados Unidos y en 1945 fue enviado a China en un batallón dedicado a desarmar a los soldados japoneses y proceder a su repatriación. A finales de 1946 regresó a Estados Unidos sin haber presenciado ningún combate. Una vez en casa, sus planes fueron estudiar Derecho y entrar en la empresa de su familia. Sin embargo, conoció a una joven estudiante de Teatro, Mary Selland, que más tarde sería su esposa. Influenciado por ella, comenzó a interesarse por el teatro y la poesía. Inició sus estudios de teatro en el Fresno State College y los completó en la Universidad del Sur de California.

### Su paso por la televisión
Tras terminar sus estudios pasó una temporada trabajando de tramoyista hasta 1951, cuando comenzó a trabajar en la CBS. Su primera incursión en el cine fue de la mano de Don Siegel en 1954, como guionista y actor secundario en su película Invasion of the Body Snatchers (1956) (La invasión de los ladrones de cuerpos). Esta obra le valió el reconocimiento de la cadena CBS, para la cual comenzó a escribir guiones en series como Gunsmoke (La ley del revólver), Broken Arrow, Tales of Wells Fargo y Zane Grey Theatre. Su primer trabajo como director fue en 1958, con el episodio de Broken Arrow titulado "The Knife Fighter". Durante sus años en televisión Peckinpah reunió un grupo de actores –Strother Martin, R. G. Armstrong, Warren Oates– que le acompañarían en sus posteriores películas.

### Carrera cinematográfica
En 1961 Peckinpah dirigió su primera película, The Deadly Companions, con Maureen O'Hara y Brian Keith en los papeles principales. La cinta, rodada en principio como un telefilme pero estrenada en Europa en los cines, obtuvo una escasa aceptación por parte del público y de la crítica en general. El director reaccionó asegurando que había tenido muy poca libertad durante el rodaje por las presiones de los productores.
Un año después dirigió su siguiente película, Ride the High Country (Duelo en la alta sierra, 1962) con la que ganó un premio en el Festival Internacional de Cine de Bélgica, por encima de 8 ½ de Federico Fellini. Además, la crítica francesa la calificó muy positivamente y fue juzgada como la mejor película extranjera en el Festival Mexicano de Cine. Está incorporada al archivo National Film Registry de la Biblioteca del Congreso de Estados Unidos. Con esta película inauguró uno de sus temas fetiche: el western crepuscular, con dos estrellas del género en su madurez, Joel McCrea y Randolph Scott. 
Su tercera película fue Mayor Dundee (1965), y marcó el inicio de sus explosivas relaciones con productores y distribuidoras. Protagonizada por Charlton Heston y Richard Harris, y situada al final de la guerra de Secesión, el director pretendió dar suficiente densidad a la película y dotar a los personajes de cierta complejidad. Sin embargo, la productora Columbia Pictures la consideró demasiado larga y complicada, e hizo numerosos cortes y remontajes. Peckinpah se enfureció, declarando públicamente que su película, tras esos recortes, era incomprensible. A causa de su reacción, lo retiraron del rodaje de su siguiente película, El rey del juego (1965), finalmente rodada por Norman Jewison, que se convirtió en uno de los clásicos del cine estadounidense de la época. En 1966, la cadena de televisión ABC le ofreció la oportunidad de dirigir Noon Wine, una adaptación de la novela de Katherine Anne Porter, que fue un éxito de público y crítica.
Pero la película que inauguró la fama sanguinaria de su cine fue The Wild Bunch (Grupo salvaje, 1969), continuando con el género del western crepuscular. También su estilo de dirección estableció lo que serían sus características, usando la cámara lenta en numerosas secuencias y una técnica de montaje bastante vanguardista. Fue considerada por algunos críticos como «la película más violenta que se haya filmado jamás».
Durante el rodaje de su siguiente película, La balada de Cable Hogue (1970), el director fue forzado por la productora Warner Bros. a dirigir la película sin la violencia mostrada en The Wild Bunch. De manera que el director le dio un toque cómico. Apenas se invirtió dinero en publicitarla, lo cual hizo que casi pasara desapercibida entre el público.
Cuando la reputación del director estaba marcada por el apodo de Bloody Sam (Sam el sanguinario), que le acuñaron los críticos estadounidenses, dirigió en el Reino Unido Perros de paja (1971), con Dustin Hoffman y Susan George como protagonistas principales. En poco tiempo la película se convirtió en un importante tema para diversas publicaciones como Cinema, Esquire, Life o Playboy, que publicaron varias entrevistas con el director. Sin embargo, gran parte de la polémica que levantó fue debida a la presunta tendencia misógina que atribuyeron diversos grupos feministas a la película. Junto a la violencia en su cine, sería otro de los debates que estuvo presente durante toda su carrera.
En 1971 realizó Junior Bonner (El rey del rodeo), protagonizada por Steve McQueen, que pasó mucho más desapercibida que su predecesora para la taquilla. En ella se encuentra el tema favorito del director: el mundo de los perdedores. La «lírica de la desolación» o incomprensión -como cita algún crítico- es llevada aquí a su máxima expresión, contando con unos medios poco halagüeños pero con una historia honesta, con garra y unos actores entregados, entre ellos Ben Johnson e Ida Lupino.
Un año después volvería a trabajar con Steve McQueen en uno de sus papeles más reconocidos: The Getaway (La huida). Tan famosa como denostada en su momento (con anécdota de la censura española incluida), su revalorización internacional llegó tras el remake de 1994 protagonizada por Alec Baldwin y Kim Basinger
En 1973 dirigió Pat Garrett y Billy The Kid, con Bob Dylan y Kris Kristofferson.
En 1974 realizó su  película más surrealista según la crítica, Bring Me the Head of Alfredo Garcia (Quiero la cabeza de Alfredo García); al año siguiente el thriller Killer Elite (1975), y en 1977 La cruz de hierro. Todas ellas con escaso presupuesto. Orson Welles se puso en contacto con Peckinpah para decirle que La cruz de hierro era la mejor película antibélica que había visto. Sin embargo, fue un fracaso de crítica y público en Estados Unidos.
A finales de la década de 1970, Peckinpah parecía haber pasado al olvido. Ninguna publicación hablaba de él. Su salud era ya muy precaria debido a su adicción al alcohol y a la cocaína. En 1978 dirigió Convoy, que fue otro fracaso.
Su última película fue Clave: Omega (1983), un thriller de espías que no tuvo suficiente fuerza ni siquiera para motivar críticas serias, debido a sus concesiones al comercialismo, con protagonismo de Rutger Hauer incluido.
Desde 1979 hasta su muerte, Peckinpah vivió en el Hotel Murray de Livingston (Montana).  Peckinpah estuvo gravemente enfermo durante sus últimos años, ya que toda una vida de excesos le pasó factura. A pesar de todo, siguió trabajando hasta sus últimos meses. Murió de insuficiencia cardíaca a los 59 años, el 28 de diciembre de 1984, en Inglewood, California. Por aquel entonces, estaba trabajando en el guion de On the Rocks, un proyecto de película independiente que se rodaría en San Francisco.

## Filmografía
- The Deadly Companions (1961)
- Ride the High Country (1962)
- Mayor Dundee (1964)
- The Glory Guys (Gloriosos camaradas,[47] El gran combate,[48] 1965)
- The Wild Bunch (Grupo salvaje, La pandilla salvaje, 1969)
- La balada de Cable Hogue (1970)
- Perros de paja (1971)
- Junior Bonner (El rey del rodeo, 1972)
- La huida (1972)
- Pat Garrett y Billy The Kid (1973)
- Quiero la cabeza de Alfredo García (1974)
- The Killer Elite (1975)
- La cruz de hierro (1976)
- Convoy (1978)
- The Osterman Weekend (1984)

## Obras para la televisión
- Gunsmoke (escribió nueve adaptaciones de guiones de radio y dos guiones originales entre 1955 y 1958)
- The Assassin (episodio de Broken Arrow, 1956) (Guionista)
- Apache Gold (episodio de Tales of Wells Fargo, 1957) (guionista)
- The Teacher (episodio de Broken Arrow, 1957) (guionista)
- The Singer (episodio de Have Gun - Will Travel, 1958) (coguionista)
- The Town (episodio de Trackdown, 1958) (guionista)
- The Transfer (episodio de Broken Arrow, 1958) (director y guionista)
- The Johnny Ringo Story (episodio de Tombstone Territory, 1958) (guionista)
- The Kidder (episodio de Man Without a Gun, 1958) (guionista)
- The Knife Fighter (episodio de Broken Arrow, 1958) (director)
- Trouble at Tres Cruces (director y guionista) (episodio de Dick Powell's Zane Grey Theatre, 1958)
- The Sharpshooter (guionista), The Marshal (director y guionista), Home Ranch (guionista), The Boarding House (director), The Money Gun (director y guionista) y The Baby Sitter (director) (todos ellos episodios de The Rifleman, 1958-1959)
- Miss Jenny (coguionista y director), Lonesome Road (coguionista y director) (episodios de Dick Powell's Zane Grey Theatre, 1959)
- Klondike Fever (guionista), Swoger's Mules (coguionista) (episodios de Klondike, 1960)
- Jeff (coguionista y director), Brown (director), The Courting of Libby (director), Hand on the Gun (director), The Painting (director), The Old Man (guionista), School Days (coguionista) y Mrs. Kennedy (coguionista) (episodios de The Westerner, 1960).
- The Story of Julesberg (episodio de Pony Express, 1961) (guionista)
- Mon Petit Chou (episodio de la serie Ruta 66, 1961) (director)
- Pericles on 31st Street (coguionista, productor y director) y ‘The Losers’ (coguionista, productor y director) (episodios de Dick Powell Theatre, 1962)
- Noon Wine (especial televisivo de ABC, 1967) (director y guionista)
- That Lady is My Wife (episodio de Bob Hope's Chrysler Theatre, 1967) (director)

## Premios y distinciones
Premios Óscar
| Año  | Categoría                        | Película      | Resultado |
| ---- | -------------------------------- | ------------- | --------- |
| 1969 | Mejor argumento y guion original | Grupo Salvaje | Nominado  |